# Edfu
Edfu ou Behedet (Bḥd.t em egípcio antigo) é uma cidade egípcia localizada no lado ocidental do Nilo, entre Esna e Assuã. Edfu é onde se localiza o grande ptolomaico Templo de Edfu de Hórus. Atualmente a cidade chama-se Tell Edfu e contém construções da antiguidade junto com as casas egípcias contemporâneas.
Era chamada de Apolonópolis Magna ou Apolonópole Magna durante o período romano.

## Descrição

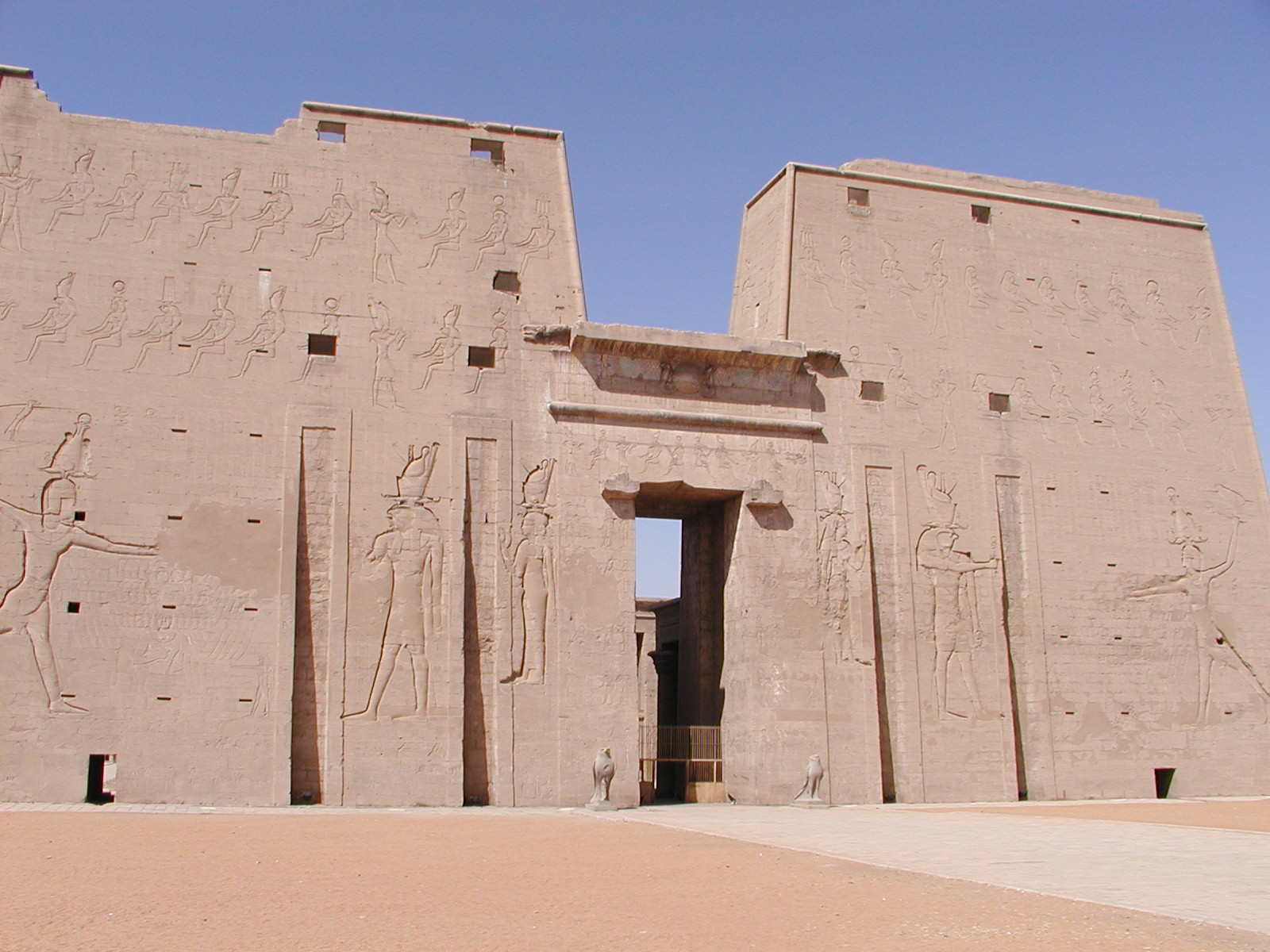
A frente do Templo de Edfu

Edfu foi estabelecida ao largo de um vale próximo ao Nilo mas longe o suficiente para ficar longe de inundações e perto o suficiente para não ficar isolada no deserto. O templo ptolomaico ocupava uma área maior do que a ocupada hoje que se estendia para leste e sul, por baixo da cidade moderna existente.